# Causalité
Pour les articles homonymes, voir Causalité (homonymie).
 (juin 2018).

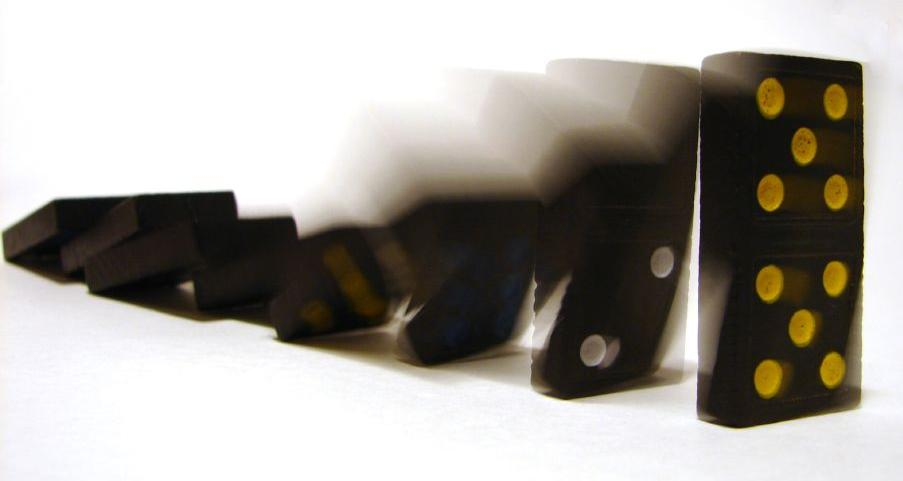
Exemple classique de la chute d'un domino causé par la chute d'un autre.

En science, en philosophie et dans le langage courant, la causalité désigne la relation de cause à effet entre deux ou plusieurs phénomènes.
- la cause, corrélat de l'effet, c'est « ce qui fait qu'une chose est ou qu'elle agit ainsi qu'elle le fait »[2]. C'est ce qui produit l'effet ;
- la causalité est le « rapport actuel d'une cause et d'un effet »[3].

Autrement dit, la causalité est l'influence par laquelle un événement, un processus, un état ou un objet (une cause) contribue à la production d'un autre événement, processus, état ou objet (un effet) considéré comme sa conséquence. Cette cause est un facteur responsable en partie ou totalement de l'effet, et l'effet dépend en partie ou totalement de cette cause. Dans les cas concrets, un processus dépend souvent de nombreux facteurs. Un effet peut à son tour être la cause ou le facteur causal de nombreux autres effets se produisant dans son avenir, ou l'un de ses avenirs possibles dans le cas de l'Interprétation d'Everett. La relation de causalité, contrairement à celle d'immanence, se produit donc dans le temps. Là où le temps n'intervient pas, par exemple en mathématiques, on parle plutôt de raison que de cause, puisque toute contingence est absente. Certains écrivains scientifiques, tels Alfred Robb, Alfred North Whitehead ou David Malament ont ainsi soutenu que la causalité est antérieure aux notions de temps et d'espace.
Dans tous les cas, le principe de causalité suppose « la régularité de la nature », ce qui signifie que « les événements de cette nature ont lieu conformément à des lois ».
La causalité suggère comment le monde progresse. A contrario, des principes comme ceux de Fermat, de Hamilton et Maupertuis, ainsi que la téléonomie ont suggéré quelque temps l'hypothèse d'explications finalistes, envisagées par Lamarck, puis Bergson.

## Histoire de la notion
Le concept de causalité est au cœur de la tradition philosophique depuis des siècles. Cependant, les philosophes antiques n'ont pas posé cette question dans les mêmes termes que les modernes ; il faut donc éviter un certain nombre d'anachronismes.

### Antiquité grecque

#### Platon
Platon revient souvent sur le principe de causalité. Il critique Anaxagore qui, après avoir mentionné l'Esprit universel, en reste aux causes matérielles, « actions des airs, des éthers, des eaux, qu'il invoque comme causes ». Dans le Philèbe (27 b) et Le Sophiste (254-256), il distingue quatre genres : la cause de la décomposition (l'Autre), la cause mélangeante (le Même et le Repos), l'illimité (le mouvement), la limite (l'être). Dans le Timée (46 e), il développe sa pensée : « Nous sommes obligés de parler des deux sortes de causes, tout en distinguant bien entre toutes celles qui douées d'intelligence produisent des choses belles et bonnes et toutes celles qui privées de raison produisent à tout coup leurs effets au hasard et sans ordre ». « Le repos réside toujours dans l'uniformité et le mouvement est passage à l'absence d'uniformité, de plus la cause de l'absence d'uniformité c'est l'inégalité » (57 e). « Sans causes nécessaires il n'est possible ni d'appréhender les causes divines elles-mêmes, qui constituent les seuls objets de nos préoccupations, ni ensuite de les comprendre ou d'y avoir part en quelque façon » (69 a).

#### Aristote
Dans le système aristotélicien, le principe de causalité est central. Savoir, c'est savoir la cause (aitia). « Nous pensons connaître scientifiquement chaque chose au sens absolu lorsque nous pensons connaître la cause du fait de laquelle la chose est, savoir que c'est bien la cause de la chose et que cette chose ne peut pas être autrement qu'elle n'est ». 
Pour Aristote, causes (αἰτία / aitia) et effets sont simultanés. Pour tout être ou toute chose, il distingue quatre causes qui agissent ensemble. Le chapitre 3 du livre II de sa Physique leur est entièrement consacré.
« On appelle cause, en un premier sens, la matière immanente [la cause matérielle] dont une chose est faite : l'airain est la cause de la statue... Dans un autre sens, la cause, c'est la forme et le paradigme [la cause formelle], c'est-à-dire la définition de la quiddité [l'essence qui se devait d'être réalisée]... La cause est encore le principe premier du changement ou du repos [la cause efficiente ou encore la cause motrice] : l'auteur d'une décision est cause de l'action, et le père est la cause de l'enfant... La cause est aussi la fin, c'est-à-dire la cause finale ; par exemple, la santé est la cause de la promenade » (Aristote, Métaphysique, Livre Δ (Delta), 2, 1013 a 24).
La cause matérielle et la cause formelle sont immanentes ; le moteur et la fin sont des causes extérieures. Par exemple, pour une maison :
- Cause matérielle : le bois et les pierres ou les briques ;
- Cause formelle : la disposition particulière de ces matériaux, le plan ;
- Cause efficiente (ou cause motrice) : l'architecte et les ouvriers qui l'ont construite ;
- Cause finale : la fonction que cette maison est destinée à remplir.

Mais la fin c’est la forme (la maison à bâtir et l’idée de maison) et c’est aussi celle qui agit dans le moteur (l’idée de maison dans l’esprit de l’architecte).
Dans l’Éthique à Nicomaque et dans La Physique, Aristote met l'accent sur la cause finale, et montre comment toutes les autres s'y ramènent : la finalité est d'atteindre son essence propre (sa forme) et les causes efficientes servent à rendre réel ce dessein. Seule la cause matérielle ne peut se réduire à la finalité. On reproche souvent à Aristote d'avoir confondu la « cause » au sens physique (que ne recouvre que partiellement la notion de cause efficiente) avec la « raison », au sens éthique et métaphysique, qui correspond à la cause finale.
La scolastique accepte les quatre causes d'Aristote, en les regroupant en "causes intrinsèques" (matérielle, formelle) et "causes extrinsèques" (efficiente, finale). Elle en ajoute d'autres.
- « cause première » et « cause seconde ». Thomas d'Aquin[14] distingue : toute cause créée est seconde par rapport à Dieu cause première (prima causa) et universelle, car « la cause première est Dieu ».
- « cause universelle » et « cause particulière ». Une cause particulière (par ex. une planète) est subordonnée à une cause universelle (par ex. le ciel)[15].
- « cause principale » et « cause instrumentale » : la cause instrumentale (causa instrumentalis) n'agit que par et sous la notion de la cause principale (causa principalis), dont elle transmet l'efficience à l'effet produit. L'ouvrier est cause principale, l'outil cause instrumentale.
- « cause par soi » et « cause par accident ». La causa per se produit l'effet propre auquel elle est ordonnée, alors que la causa per accidens produit un effet qui s'ajoute de façon accessoire. Les causes sont cause par soi ou cause par accident. La cause par soi est cause de l’effet en tant que tel : l’architecte cause efficiente de la maison, le bois cause matérielle de l’escabeau. La cause par accident est un accident de la cause par soi : si un grammairien bâtit une maison, le grammairien est bien cause efficiente de la maison, mais cause par accident, car ce n’est pas en tant que grammairien qu’il bâtit la maison : c’est en tant que le constructeur est, par accident grammairien[16].
- « cause en acte » et « cause en puissance ». « Les causes sont cause en acte ou cause en puissance. La cause en acte est celle qui produit présentement son effet : le constructeur pendant qu’il construit, la pierre dont est faite la statue. La cause en puissance est celle qui, bien qu’elle ne produise présentement aucun effet, est susceptible d’en produire: le constructeur qui ne construit pas, mais peut construire ; la pierre qui n’est pas encore statue[17]. »
- « cause prochaine » et « cause éloignée ». Dans la « cause prochaine », l'effet produit est immédiat, alors que dans la « cause éloignée » il y a une série causale.
- causa fiendi et causa essendi. La causa fiendi (cause de devenir) fait qu'une chose devient ce qu'elle est, sans produire par elle-même l'être ; et la causa essendi (cause d'être) est celle dont l'effet ne peut subsister quand la cause disparaît. Gilson note : « L'homme engendre un homme indépendant de lui, il en est causa fiendi ; le soleil engendre la lumière, et la lumière cesse dès que le soleil se cache, il en est causa essendi[18]. »

Les modernes expliqueront la stagnation des sciences physiques au Moyen Âge par la contrainte qu'exerçait la philosophie aristotélicienne adoptée par la théologie scolastique.[réf. nécessaire]
La remise en question de la notion de cause physique coïncidera avec la constitution des sciences physiques en tant que science indépendante de la métaphysique, et avec la révolution copernicienne.

### Période romaine
Les sceptiques, dont Sextus Empiricus, ont critiqué la notion de cause. « Nous nous mettons à douter des explications causales particulières, réfutant ainsi les dogmatiques qui y attachent un haut intérêt… Énésidème nous transmet huit modes bien propres selon lui à manifester la vanité de toute étiologie dogmatique ». On ne saurait conclure des phénomènes aux causes, comme des signes aux choses signifiées, car, pour comprendre un signe, il faut déjà connaître la chose signifiée. On ne peut conclure que des phénomènes aux phénomènes, des apparences aux apparences. On ne peut saisir que leurs rapports de succession ou de simultanéité dans le temps.

### Époque moderne
David Hume dit que nous voyons le mouvement d'une bille, puis le mouvement d'une seconde bille rencontrée par la première, mais nous ne voyons pas l'énergie active, la puissance efficace, la cause qui produit le mouvement. « Tous les événements semblent entièrement détachés et séparés. Un événement suit l'autre, mais nous ne pouvons jamais observer aucun lien entre eux. Ils semblent être liés par conjonction, mais jamais par connexion ».

#### Cause et raison
Pour un rationaliste, cause et raison sont identiques. Causa sive ratio : la cause, ou raison. La causalité donne de l'intelligibilité. 

« La charge de la rationalité incombe principalement, sinon exclusivement, à la causalité. La cause permet de rendre raison de la chose : du fait qu'elle soit, de ce pourquoi elle est, de ce qu'elle est et de ses changements. Cette thèse en suppose une autre : la causalité ne confère l'intelligibilité qu'en portant sur tout étant. »

 On trouve l'équivalence peut-être chez Descartes, certainement chez Spinoza, Leibniz.

Spinoza : 

« Pour toute chose, on doit pouvoir assigner une cause ou raison qui explique pourquoi elle existe ou pourquoi elle n'existe pas. Par exemple, si un triangle existe, il faut qu'il y ait une raison, une cause de son existence. S'il n'existe pas, il faut encore qu'il y ait une raison, une cause qui s'oppose à son existence, ou qui la détruise. Or cette cause ou raison doit se trouver dans la nature de la chose, ou hors d'elle. Par exemple, la raison pour laquelle un cercle carré n'existe pas est contenue dans la nature même d'une telle chose, puisqu'elle implique contradiction. »

Leibniz aboutit au principe de raison suffisante : 

« Le principe de raison suffisante pose que toute proposition vraie, qui n'est pas connue par soi, reçoit une preuve a priori, c'est-à-dire que l'on peut rendre raison de toute vérité, ou encore — pour le dire vulgairement — que rien n'arrive sans cause. »

 On ne trouve jamais la cause exacte de vérités contingentes, non nécessaires, mais on peut en trouver une raison suffisante, qui suffit à justifier l'existence de telle chose plutôt que telle autre.

### Époque contemporaine
À la causalité linéaire, le XXe siècle a ajouté la causalité circulaire.
Edgar Morin reprend les différentes formes de causalité utilisées en diverses sciences et annonce l'émergence de la causalité complexe. Il évoque la causalité circulaire comme une causalité, à la fois, auto-générée et générative. « La causalité circulaire, c’est-à-dire rétroactive et récursive, constitue la transformation permanente d'états généralement improbables en états localement et temporairement probables ».

## Philosophie

### Principe de causalité
Le principe de causalité s'énonce ainsi : « Tout phénomène a une cause ». Comme l'écrit Spinoza : « D'une cause déterminée résulte nécessairement un effet ; et, inversement, si aucune cause déterminée n'est donnée, il est impossible qu'un effet se produise ». Kant, pour sa part, affirme : « Loi de la causalité : Tous les changements arrivent suivant la loi de liaison de la cause et de l'effet ». Cette vision est remise en cause par des phénomènes sans "cause" apparente dans le domaine quantique : désintégration d'un noyau instable, apparition de paires particule-antiparticule, fluctuations quantiques, sauf à faire intervenir d'hypothétiques variables cachées (voir inégalités de Bell).

## Sciences

### Ouvrages de philosophie classique
- Platon (trad. Néstor-Luis Cordero), « Le Sophiste », dans Œuvres complètes, Éditions Flammarion, 2008 (1re éd. 2006), 2204 p. (ISBN 978-2081218109)
- Platon (trad. Luc Brisson, Jean-François Pradeau), « Philèbe », dans Œuvres complètes, Éditions Flammarion, 2008 (1re éd. 2006), 2204 p. (ISBN 978-2081218109)
- Luc Brisson (dir.) (trad. du grec ancien), Timée : Platon, Œuvres complètes, Paris, Éditions Flammarion, 2008 (1re éd. 2006), 2204 p. (ISBN 978-2-08-121810-9)
- Aristote (trad. Marie-Paule Duminil, Annick Jaulin, Pierre Pellegrin), « Métaphysique », dans Œuvres complètes, Éditions Flammarion, 2014, 2923 p. (ISBN 978-2081273160) (Livre I, chap.3.)
- Gottfried Wilhelm Leibniz, Discours de métaphysique, 1686 (lire sur Wikisource).
- David Hume, Enquête sur l'entendement humain (1748), trad. A. Leroy, Aubier, 1947.
- Jules Lachelier, Du fondement de l'induction (1871), in Œuvres, PUF, 1933, t. I.
- Émile Durkheim, Les Règles de la méthode sociologique (1895), chap. V.
- Paul Veyne, Comment on écrit l'histoire (1971), Seuil, coll. "Points Histoire", 1991. (Fragilité de l'explication causale).
- Edgar Morin, La Méthode : La nature de la Nature, t. 1, Paris, Seuil, 1977, 414 p. (ISBN 978-2-02-005771-4), p. 259.

### Littérature secondaire en philosophie
- J. Bettremieux, Notes sur le principe de causalité, Revue néo-scolastique de philosophie. 22e année, no 87, 1920. pp. 310-330.
- Louis de Raeymecker, Les causes et la causalité absolue,Revue Philosophique de Louvain. Troisième série, tome 55, no 46, 1957. pp. 153-170.
- Rudolf Eisler, Kant-Lexikon, Gallimard, 1994, p. 123-131.
- Michel Malherbe, Qu'est-ce que la causalité ? Hume et Kant, Paris, Vrin, 1994.
- Christian Godin, Dictionnaire de philosophie, Fayard/éditions du Temps, 2004, p. 177.
- Bruno Gnassounou, « Causalité, puissance et lois de la nature chez Leibniz », Revue d'histoire des sciences, 2013/1 (Tome 66), p. 33-72.

### Sur la causalité dans les sciences
- Logique et connaissance scientifique, dirigé par Jean Piaget,¨Paris, Gallimard, coll. "Encyclopédie de la Pléiade", 1967.
- Robert Franck, Faut-il chercher aux causes une raison ? L'explication causale dans les sciences humaines, Paris, Vrin, 1994.
- Daniel Courgeau, Réflexions sur la causalité en sciences sociales, Recherches et Prévisions, no 60, 2000. Chômage et famille. p. 49-60.